# Universal Studios Hollywood
O Universal Studios Hollywood é um estúdio de filmes e parque temático na comunidade área não incorporada de Universal City, Condado de Los Angeles, Califórnia, Estados Unidos. Ele é um dos mais antigos e famosos estúdios de filmes de Hollywood ainda em uso. Seu slogan oficial é "A Capital do Entretenimento de LA", pese embora que durante o verão ele é frequentemente divulgado como "O Lugar Mais Legal de LA". Ele foi inicialmente criado para oferecer visitas aos cenários reais dos Universal Studios. É o primeiro de muitos dos parques temáticos da Universal Studios localizados em todo o mundo. O Pica-pau é o mascote dos Universal Studios Hollywood. A entrada do parque temático pode ser acessada pela Linha Vermelha do Metrô pela estação Universal City e outras rotas de ônibus.
Fora do parque temático, uma instalação nova e totalment digital fica perto dos estúdios do Universal Studios em um esforço para fundir todas as operações da NBCUniversal da costa oeste em uma área. Como um resultado, sedia atualmente o KNBC, KVEA, NBC News e Telemundo Los Angeles em novas instalações digitais que antigamente eram ocupadas pela Technicolor SA. A Universal City Inclui os hotéis Universal Hilton & Towers, o Sheraton Hotels & Resorts, o Globe Theatre, geralmente usado para banquetes e recepções, e o Universal CityWalk, que oferece várias lojas e restaurantes. Em 2013, o parque recebeu 6.148.000 visitantes, colocando-o em 17º lugar no mundo e 9º lugar entre os parques norte-americanos.

## História

### O primeiro tour nos estúdios
Desde o início, a Universal oferecia tours a seus estúdios. Após Carl Laemmle abrir a Universal City em 14 de março de 1915, ele mais tarde convidaria o público em geral para ver toda a ação por uma taxa de entrada de apenas $ 0,05, que também incluía uma lancheira contendo um frango dentro. Havia também a possibilidade de comprar produtos frescos, visto que a Universal City da época estava em parte dentro de uma fazenda em funcionamento. Este tour original foi descontinuado por volta de 1930, devido ao advento dos filmes com sons da Universal.

### O surgimento do Universal Studios Hollywood (o parque temático)

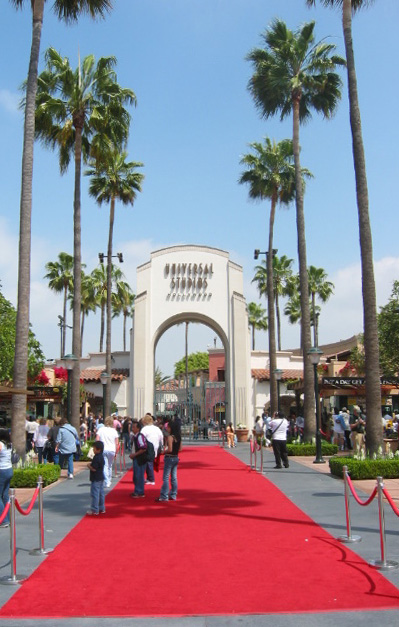
Portão para o Universal Studios, Hollywood

Logo após a Music Corporation of America adquirir a Universal Pictures em 1962, os contadores sugeriram que um novo tour no estúdio aumentaria os lucros. Em 15 de julho de 1964, o tour moderno foi estabelecido para incluir uma série de visitas a vestiários, acompanhamento de produções reais e, mais tarde, eventos no palco. Ele cresceu com os anos até se tornar um parque temático. O tour com visita acompanhada (antigamente "GlamorTrams") ainda ocorre no backlot ativo do estúdio, mas os eventos de palco, demonstrações de dublês e atrações de alta tecnologia ofuscam a produção dos filmes que antes atraiam os fãs para o Universal Studios Hollywood.

### Incêndios nos estúdios
Os estúdios do Universal Studios Hollywood foram danificados por incêndios nove vezes durante sua história. O primeiro foi em 1932, quando as brasas de um incêndio florestal próximo foram sopradas para o estúdio causando a destruição de quatro cenários e mais de $ 100 mil de prejuízo. 17 anos mais tarde, em 1949, outro incêndio causou a destruição completa de um edifício e danificou outros dois. Em 1957, o cenário da rua de Nova Iorque foi destruído por um incêndio criminoso causando um prejuízo de meio milhão de dólares. Dez anos mais tarde, em 1967, um dano duas vezes maior ocorreu quando a área Little Europe e parte do Spartacus Square foram destruídos. Ele também destruiu as ruas europeia, Denver e Laramie. Em 1987, a porção restante do Spartacus Square foi destruído junto com cenários de ruas e outras construções. Como o incêndio de 1957, suspeitou-se que era um incêndio criminoso. Apenas três anos mais tarde, outro incêndio deliberado foi iniciado nos estúdios. O cenário da rua de Nova Iorque, o cenário de Bem Hur e a maior parte do Courthouse Square foram destruídos. Em 1997, o sétimo incêndio ocorreu nos estúdios. Uma porção do Courthouse Square foi novamente destruído, embora a maior parte tenha sobrevivido.

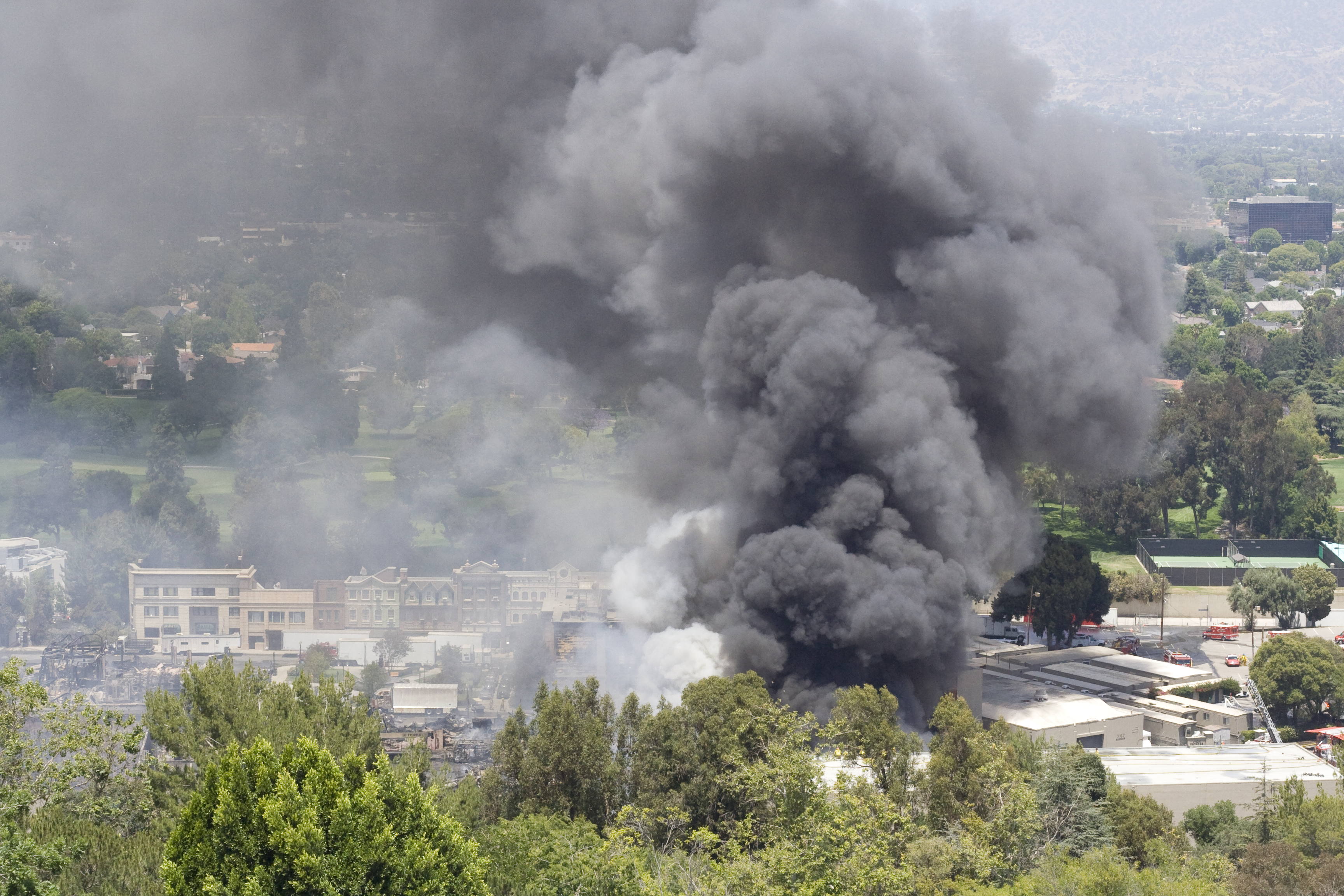
Fumaça durante o incêndio de 2008. A fachada do tribunal é visível à esquerda da nuvem de fumaça.

O maior dano foi feito em 1º de junho de 2008, quando um incêndio iniciou-se no estúdio do Universal Studios. O incêndio começou quando um trabalhador usando uma tocha de acetileno para soldar acidentalmente deixou-a incendiar o ambiente. O Departamento de Incêndio do Condado de Los Angeles havia relatado que Brownstone Street, New York Street, New England Street, a atração do King Kong, algumas estruturas que faziam parte do Courthouse Square, e o Video Vault foram queimados. Noticiários aéreos capturaram o edifício da Courthouse sobrevivendo ao incêndio pela terceira vez em sua história, com apenas o lado oeste sendo levemente queimado. Mais de 516 bombeiros  de vários departamentos de bombeiros locais, bem como dois helicópteros jogando água, combateram o fogo. Catorze bombeiros e três xerifes do Condado de Los Angeles sofreram pequenos ferimentos. O fogo foi apagado após doze horas, período durante o qual os bombeiros encontraram uma baixa pressão da água.
Entre o material destruído, estavam de 40 a 50 mil cópias de video digital e filmes da Universal e da história dos programas de TVm datando da década de 1920, incluindo os filmes Knocked Up e Atonement, as séries da NBC Law & Order, The Office, e Miami Vice, e I Love Lucy, da CBS. Muitas fitas de áudio da Universal Music também foram destruídas. O presidente da Universal, Ron Meyer, afirmou que nada insubstituível foi perdido, o que significa que tudo poderia ser reconstruído novamente por um valor de pelo menos de $ 50 milhões. Dias após o incêndio, foi reportado que a atração do King Kong não seria reconstruída e eventualmente seria substituída por uma nova atração que seria anunciada. Em agosto de 2008, a Universal mudou sua posição e anunciou planos para reconstruir a atração do King Kong, baseando a nova atração na adaptação do filme de 2005.

### História das atrações

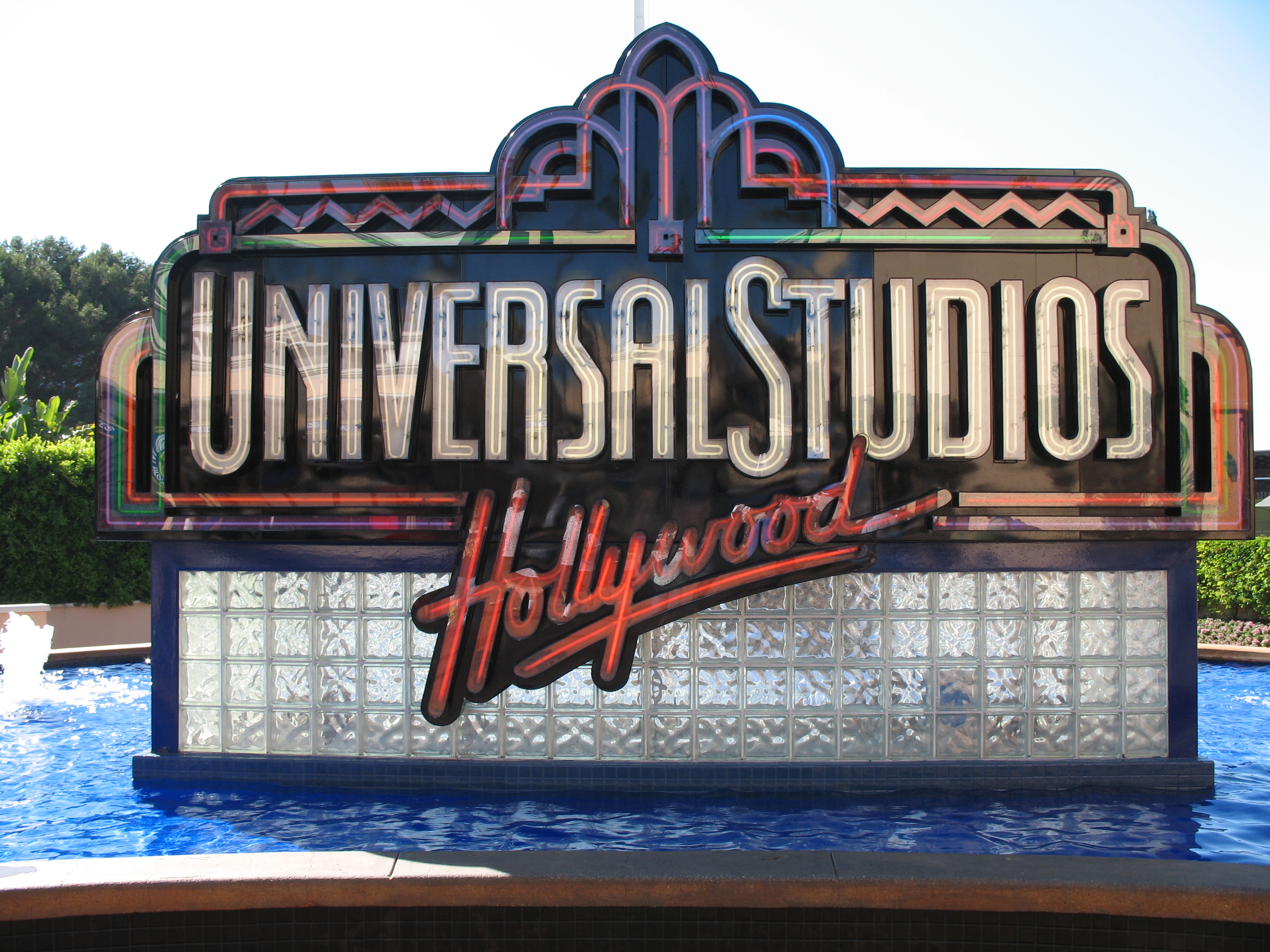
Fonte na entrada do parque

Em 1965, a War Lord Tower abriu como uma das primeiras atrações do parque temático. Ela foi seguida pela abertura do Animal Actors' School Stage em 1970. Em 1974, o Rockslide foi adicionado ao Studio Tour. No ano seguinte, The Land of a Thousand Faces abriu no Upper Lot. Em 1979, a Battle of Galactica substituiu a Rockslide como um evento de palco noStudio Tour.
The Flintstones Show abriu, substituindo a Star Trek Adventure. Em 1996, Jurassic Park: The Ride foi inaugurada. Em 1997, dois shows foram substituídos: o show The Land Before Time show substituiu Rocky and Bullwinkle Live; e Totally Nickelodeon substituiu o Flintstones Show. Apenas um ano após ser inaugurada,  show da Land Before Time show foi substituído pela Coke Soak. Em 1999, T2 3-D: Battle Across Time e o  Chicken Run Walkthrough abriram no upper lot. Além disso, o Beetlejuice's Rock and Roll Graveyard Revue foi fechado.
Em 2000, o Rugrats Magic Adventure substituiu o Totally Nickelodeon. Em 2001, o Nickelodeon Blast Zone abriu. Também em 2001, o Animal Planet Live substituiu o Animal Actors' School Stage. Em 2002, substituiu The Mummy Returns: Chamber of Doom. No ano seguinte, Fear Factor Live substituiu Spider-Man Rocks. Em 2007, a Universal's House of Horrors foi inaugurada, substituindo Van Helsing: Fortress Dracula. Tanto Lucy: A Tribute como Back to the Future: The Ride foram fechados, para serem substituídos em 2008 pelo Simpsons Ride e Universal Story Museum, respectivamente. Também em 2008, o Nickelodeon Blast Zone foi transformado no Adventures of Curious George. Em 2009, Creature from the Black Lagoon: The Musical substituiu Fear Factor Live no Upper Lot.

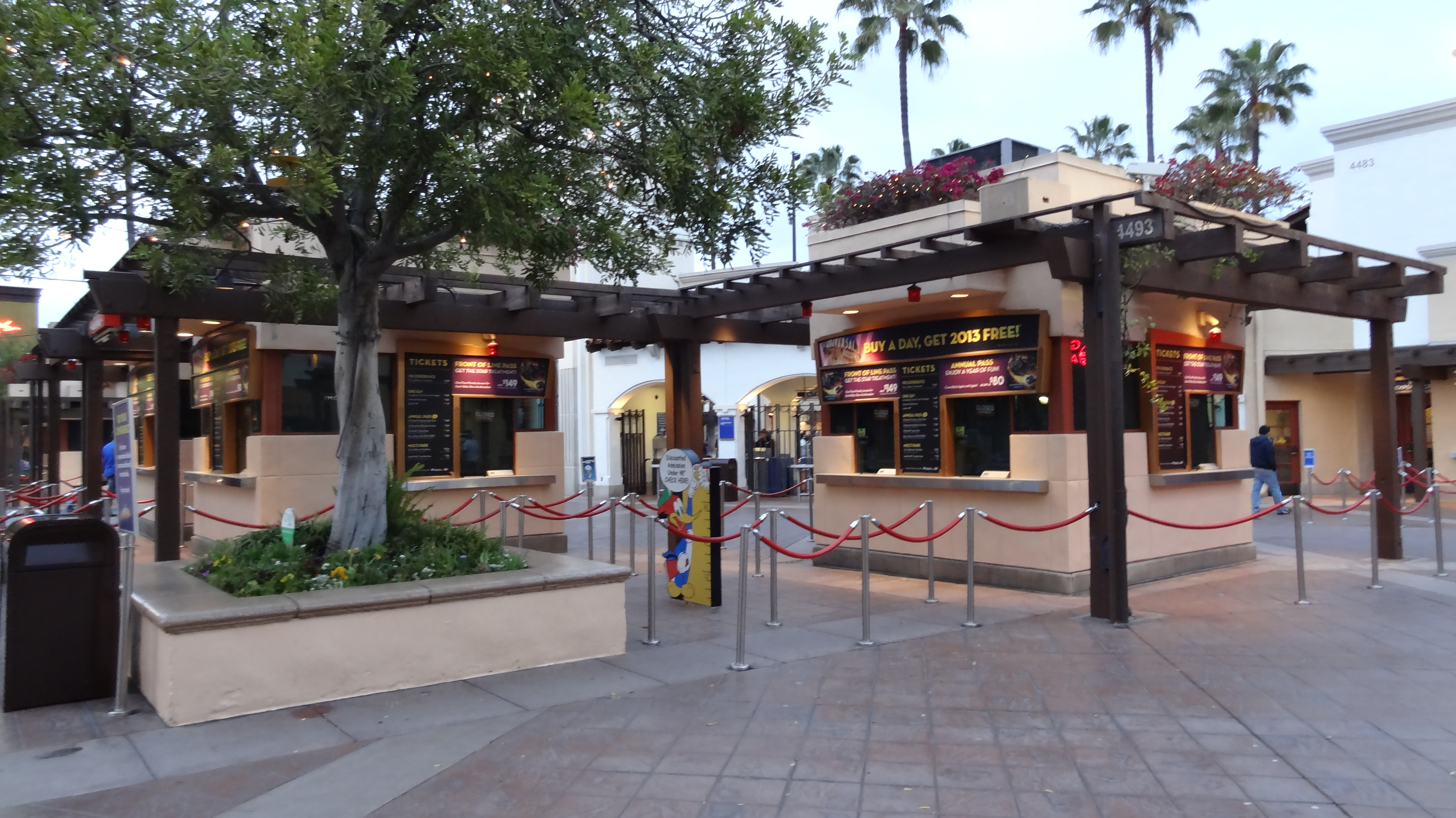
Bilheterias.

Em 2010, o Special Effects Stages e Backdraft foram fechados e transformados no Transformers: The Ride, que foi anunciado em 2008 (o Special Effects Stages foi transferido para o antigo Creature From The Black Lagoon e reabriu como Special Effects Stage). O King Kong 360 3-D também abriu. Em 24 de maio de 2012, Transformers: The Ride abriu no Lower Lot. Em 31 de dezembro de 2012, o Universal Studios Hollywood fechou o T2 3-D: Battle Across Time para dar lugar ao Despicable Me: Minion Mayhem, a atração do Universal Studios Florida, que abriu em 12 de abril de 2014.
Em abril de 2014, o parque anunciou uma nova praça de alimentação dos Simpsons a ser construída próximo ao simulador existente dos Simpsons. Os novos locais de alimentação apresentarão "restaurantes famosos como o Krusty Burger, Luigi’s Pizza e Phineas Q. Butterfat’s 5600 Flavors Ice Cream Parlor e também lugares para beber com a Taverna do Moe e a Cervejaria Duff’s. Ela abrirá em 2015.
O Universal Studios Hollywood tem planos de abrir The Wizarding World of Harry Potter que apresentará a atração de Harry Potter and the Forbidden Journey por volta de 2016.

### Atrações antigas
Como todos os parques temáticos, as atrações às vezes fecham devido à idade – ou às vezes apenas devido à falta de espaço – e substituídas por atrações mais contemporâneas. A Universal tem usado esta ação por várias vezes, fechando muitas atrações. O que se segue é uma linha do tempo de eventos importantes na história do Universal Studios Hollywood.

## Disposição do parque
O Universal Studios Hollywood é dividido em duas áreas em diferentes níveis, ligados por uma série de escadas rolantes chamadas de Starway. Essas áreas são conhecidas como Upper lot e Lower lot. Em outubro de 2014, o Universal Studios Hollywood continha 7 atrações, 5 show, 2 áreas de recreação e um museu retrospectivo. Cada lote apresenta uma variedade de atrações, show bem como lojas de comidas, bebidas e produtos.

### Upper lot
O Upper lot abriga uma variedade de shows para a família. Ele também abriga muitas lojas de comidas e merchandise, bem como a entrada do parque. O Upper lot abriga todos os 5 show do parque, incluindo The Blues Brothers Revue, o Universal's Animal Actors Show, o Special Effects Stage, Waterworld: A Live Sea War Spectacular e Shrek 4-D, um filme 3D que apresenta algumas características imersivas. Há quatro atrações localizadas no upper lot, que incluem: o Studio Tour, The Simpsons Ride, 'Despicable Me: Minion Mayhem e "Silly Swirly".
O Studio Tour é uma atração de 45 minutos que usa carrinhos abertos para levar os visitantes aos estúdios do parque de diversões. O tour é a atração principal do parque e o tempo de espera varia de acordo com o dia e as estações. O tour inclui King Kong: 360 3-D, a maior experiência 3-D do mundo. O carrinho fecha mais cedo que os outros show e atrações do parque. Os carrinhos partem da estação e passam diretamente abaixo da "Starway". Após passar a starway, o carrinho chega no lower lot e passa pelos cenários onde a produção de filmes acontece. Quando uma filmagem ocorre, o operador da atração avisa os visitantes. O carrinho então leva os visitantes para a Courthouse Square e outros edifícios no estúdio. Após, o carrinho entra em um túnel que leva à atração King Kongo 360 3-D, passa por cenários de Jurassic Park e encontra um dilophosaurus. Em seguida, o carrinho chega à atração Flash Flood (os visitantes do lado esquerdo do carrinho geralmente se molham). O carrinho continua para a atração Earthquake: The Big One, e Motel Bates do filme Psicose.
O The Simpsons Ride é um simulador localizado próximo à entrada do Studio Tour. A atração contém 24 veículos sendo que em cada veículo cabem 8 visitantes. A atração dura 4 minutos. Nenhuma dessas atrações do Upper Lot possuem filas de single rider.
Há algumas lojas de produtos temáticos localizadas próximas das respectivas atrações no Upper Lot. Para os produtos dos Simpsons, há a Kwik-E-Mart.

#### Atrações
| Atração                                | Imagem                                                     | Ano de abertura     | Descrição | Altura mínima |
| -------------------------------------- | ---------------------------------------------------------- | ------------------- | --- | --- |
| Despicable Me: Minion Mayhem           |                                                            | 12 de abril de 2014 | Um simulador para a família através das instalações de treinamento dos Minions. | Todos os visitantes devem ter pelo menos 1,01 m. Crianças com 1,01-1,21m devem estar acompanhadas por um adulto.                                                                                                |
| Silly Swirly                           |                                                            | 12 de abril de 2014 | Um carrossel localizando na área Super Silly Fun Land do Upper Lot. | É exigida a companhia de um adulto para crianças com menos de 1,21m |
| Super Silly Fun Land                   |                                                            | 12 de abril de 2014 | Uma área de recreação com água para crianças inspirada em Meu Malvado Favorito. | |
| Studio Tour                            |                                                            | 15 de julho de 1964 | A principal atração do parque. Uma atração de 40-60 minutos em um carrinho para os estúdios de filmes da Universal no Back Lot. Inclui as atrações de King Kong 360, Jaws e Earthquake. Alguns efeitos podem ser muito intenso para crianças pequenas. | Não há altura mínima. É altamente recomendado que crianças pequenas sejam acompanhadas de adultos. Crianças pequenas geralmente são direcionadas para os assentos do meio do carrinho por questão de segurança. |
| Shrek 4D                               |                                                            | 23 de maio de 2003  | Um filme 4D para a família que segue as aventuras de Shrek | Sem bêbes de colo |
| The Simpsons Ride                      |                                                            | 19 de maio de 2008  | Um simulador para a família com uma aventura por Springfield. | Todos os visitantes devem ter pelo menos 1,01 m de altura. |
| Waterworld: A Live Sea War Spectacular | Ficheiro:Universal Studios Hollywood Promo Water World.jpg | 1995                | Um show na água de 20 minutos inspirado no filme de mesmo nome. | |
| Special Effects Stage                  |                                                            | 26 de junho de 2010 | Um show de 20 minutos onde aprende-se os segredos por trás dos filmes de sucesso. | |
| Universal's Animal Actors              |                                                            | 2006                | Um show de 20 minutos que mostra habilidades e brincadeiras de vários animais. | |
| The Blues Brothers Show                |                                                            | 1992                | Uma apresentação musical de Jake e Elwood Blues do filme clássico de 1980. | |

### Lower lot

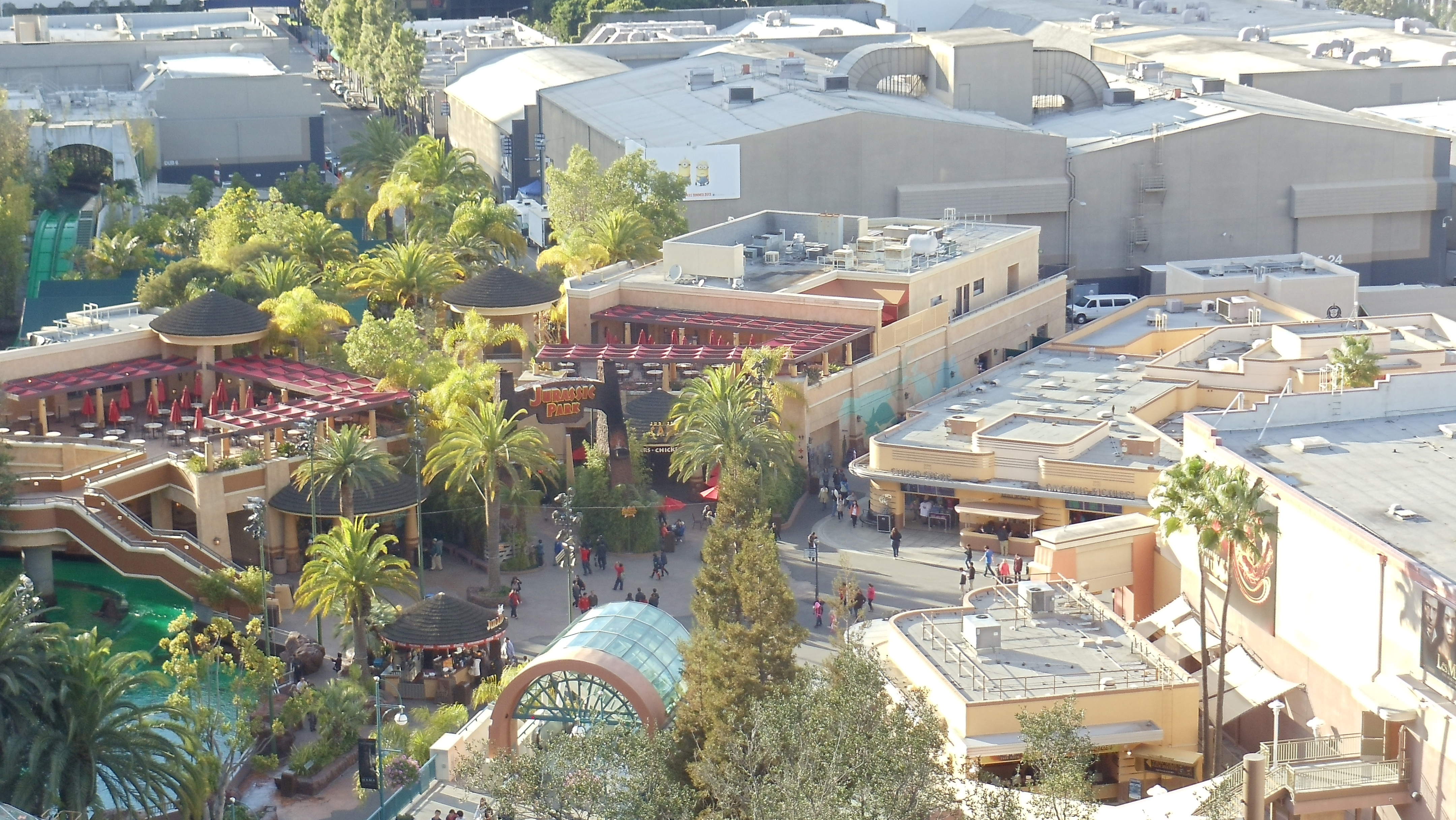
O lower lot abriga três atrações: The Mummy's Revenge, Transformers 3D Ride (brinquedo no escuro) e Jurassic Park (brinquedo na água).

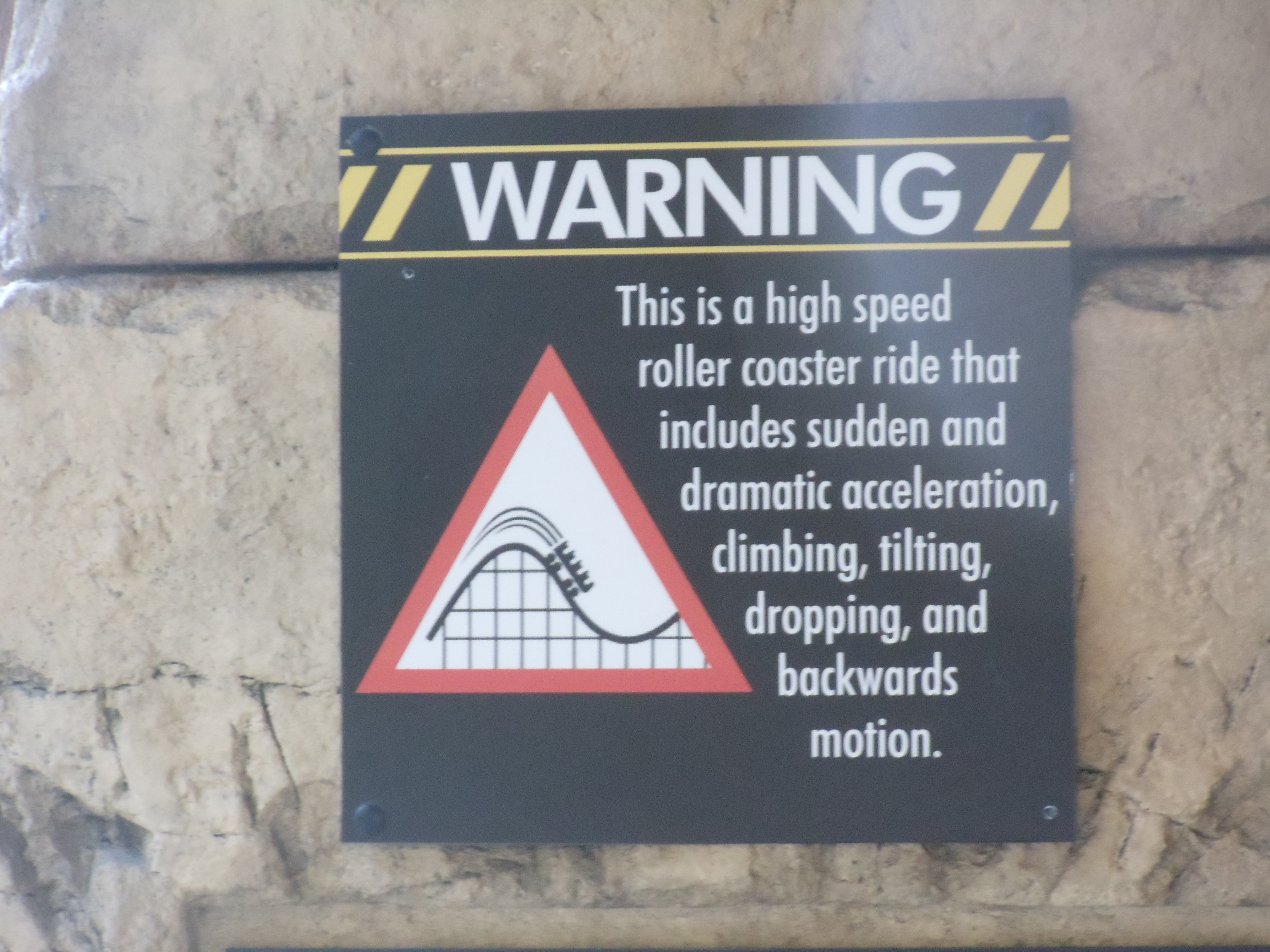
The Mummy's revenge é uma montanha russa interna. A atração de 1 minuto e 30 segundos opera a 70 km por hora. O aviso de atenção alerta que a atração inclui movimento ao contrário.

O lower lot é o menor dos dois lots. Há três atrações nesta seção do parque. Todas as três têm certas restrições de altura. Ele abriga Jurassic Park: The Ride, The NBC Universal Experience, Revenge of the Mummy (onde era E.T. Adventure) e mais recentemente Transformers: The Ride. Jurassic Park: The ride é um brinquedo de aventura na água. Revenge of the Mummy é uma montanha-russa interna de alta velocidade. Ela é considerada por alguns visitantes como a "atração mais assustadora e intensa" do parque. A última e mais nova atração do lower lot é Transformers 3D: The Ride. Transformers 3D: The ride usa alta tecnologia para simular um 3D. Ela é de alguma maneira semelhante a Simpsons Ride, mas com movimento real do veículo e incluindo movimentos mais intensos que Simpsons Ride. Ela é atualmente a atração mais lotada do parque e a com maior fila de espera. Todas as três atrações no lower lot possuem uma fila de single rider. O single rider pode ser usado quantas vezes a pessoa desejar.
Semelhante a outros parques da Universal ao redor do mundo, onde versões de Jurassic Park: The Ride existem, a área ao redor da atração apresenta uma loja de merchandise de Jurassic Park chamada de Jurassic Café. Semelhante a loja de lembranças de Revenge of the Mummy, chamada Tomb Treasures, que recebe os visitantes na saída da atração.

#### Atrações
| Jurassic Park: The Ride     |  | 21 de junho de 1996 | Uma atração de água Shoot the Chute sobre a aventura de Jurassic Park, sendo a única do tipo no parque. Cada barco carrega até 25 visitantes. A atração dura 5:30 minutos e apresenta alguns tipos de dinossauros. A atração termina com uma queda de 25 metros.                               | Todos devem ter 1,06 m ou mais de altura. |                        |  |                    | | |
| Revenge of the Mummy        |  | 25 de junho de 2004 | Uma montanha-russa de aço interna de 2 minutos com velocidades de até 70 km por hora. Apresenta movimentos para frente e para trás. É a atração mais intensa devido a quedas, subidas e viradas muito agressivas. Não se recomenda a atração para os visitantes com condições sérias de saúde. | -                                         | Transformers: The Ride |  | 24 de maio de 2012 | Uma atração no escuro de 4 minutos e 30 segundos apresentando projeções em 4K-3D, simulação de voo, efeitos físicos e especiais, sobre a franquia Transformers. Cada veículo acomoda até 12 visitantes por veículo. Inclui movimentos de simulação moderada de aceleração, subidas e descidas. | Todos os visitantes devem ter 1,01 m ou mais de altura. Crianças com 1,01-1,21 m devem ser acompanhadas por um adulto. |
| The NBCUniversal Experience |  | 2008                | Celebra o centenário do Universal Studios com uma exibição interativa, atrás das câmeras, apresentando propagandas, guarda-roupa e artefatos de mais de 100 anos de história. |                                           |                        |  |                    | | |

## Personagens fantasiados
O Universal Studios tem um grande número de personagens fantasiados andando pelo parque, representando muitos gêneros diferentes. Alguns são retratos de ícones de Hollywood enquanto outros são baseados na vasta lista da Universal. Segue uma lista de personagens que atualmente podem ser vistos no parque ou já apareceram no passado:
| - Papa Mousekewitz - Beetlejuice - The Blues Brothers - Curious George - Doc Brown - Dora the Explorer - Conde Drácula - Frankenstein - Estátua viva - The Lorax - Lucy Ricardo - Marilyn Monroe - personagens de A Múmia - Policiais de Nova Iorque - Personagens de Scooby-Doo: Scooby-Doo, Shaggy, e Daphne - Personagens de Shrek: Shrek, Burro e Princesa Fiona - E.B. de Hop - Família Simpson: Homer, Marge, Bart, e Lisa - Bob Esponja - Transformers: Optimus Prime, Megatron e Bumblebee - Woody Woodpecker - Meu Malvado Favorito: Gru, Margo, Edith, Agnes, Minions, e Evil Minions - Spider-Man - Wolverine - Capitão América - Doutor Destino - Duende Verde - Tempestade - Ciclope - Vampira - Popeye - Olívia Palito - Brutus - Recruta Zero - Betty Boop - Beethoven - Sherman Klump: The Nutty Professor - Groucho Marx - Crash Bandicoot - Zorro & Elena Delavega |

## Público
| 2008      | 2009      | 2010      | 2011      | 2012      | 2013      | Ranking mundial |
| --------- | --------- | --------- | --------- | --------- | --------- | --------------- |
| 4 583 000 | 4 308 000 | 5 040 000 | 5 141 000 | 5 912 000 | 6 148 000 | 17              |

## Transporte público

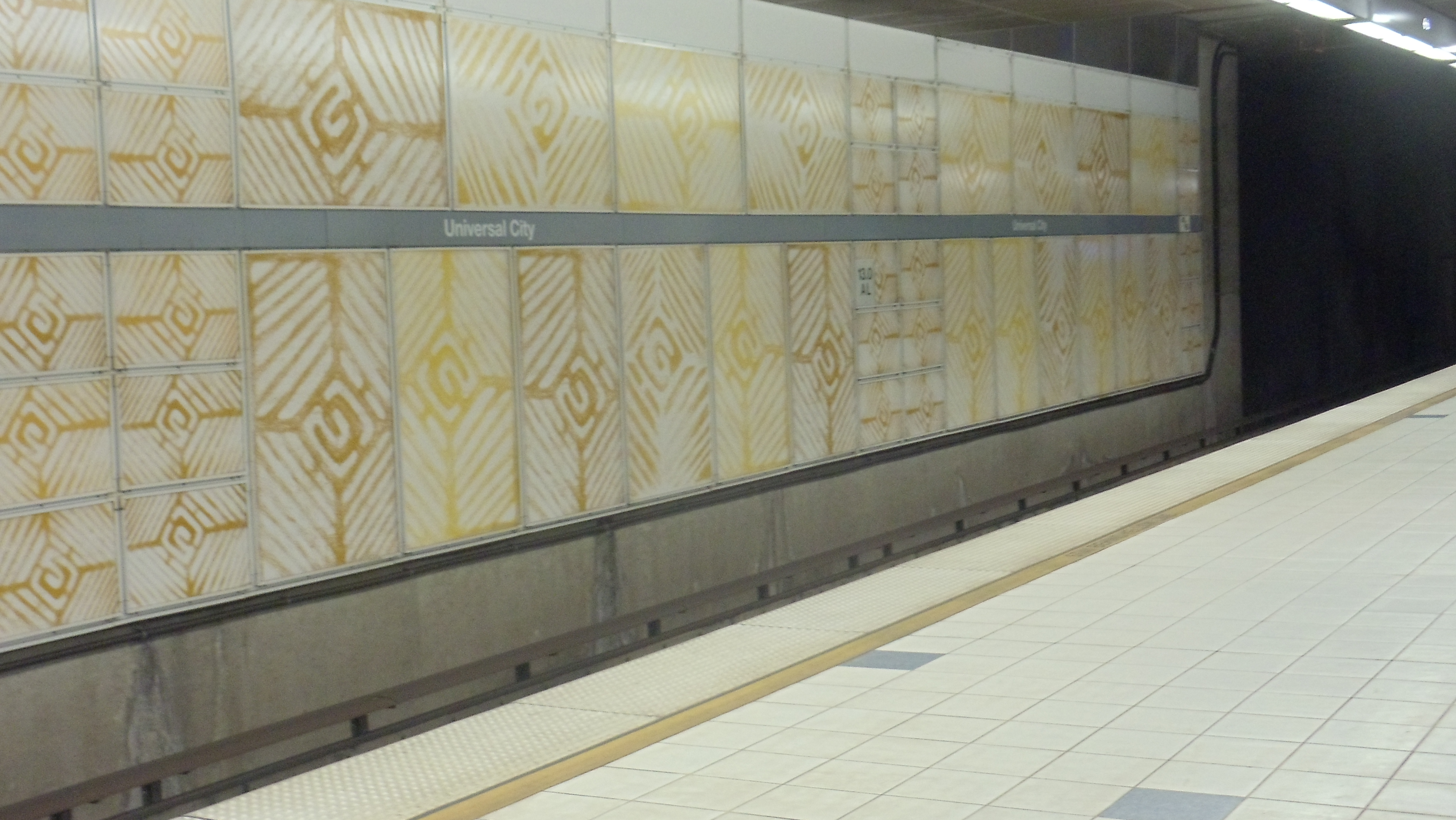
O Universal Studios Hollywood é servido pela linha vermelha na estação Universal City.

O Universal Studios Hollywood pode ser acessado facilmente por transporte público. A Linha Vermelha do metrô corre entre a Union Station em Downtown Los Angeles, Westlake, Koreatown, Los Angeles, East Hollywood, e Hollywood. A linha do metrô funciona diariamente entre 4:55 da manhã e 12:35 da madrugada. O último trem da linha vermelha do metrô para Downtown Los Angeles parte da estação de Universal City às 12:58 da madrugada de segunda à quinta e em domingos e feriados. Em quintas e sábados, o último trem da linha vermelha para Downtown Los Angeles parte da estação às 2 horas da madrugada. Os passageiros podem chegar na entrada do parque por algumas rotas de ônibus. As linhas Metro Local: 150, 155, 224, 240 e linha Metro Rapid: 750 param em Lankershim Blvd & Universal Center Drive (entrada da frente). A linha Metro local: 165 e Metro Shuttle Line: 656 Owl para longe da entrada em Ventura Blvd. & Lankershim blvd. Os passageiros precisarão andar para o norte na Lankershim blvd e virar a direita no Universal Center drive. Lá há uma parada adicional para o sul em Cahuenga / Universal Studios Blvd que possui essas linhas. Essa parada leva diretamente ao citywalk e a entrada para o parque. Na entrada da frente (Universal Center Dr. & Lankershim Blvd), há um bonde grátis que leva os passageiros diretamente à entrada do parque. O horário do bonde varia de dia para dia mais ele geralmente funciona entre 7 horas da manhã e 7 horas da noite, e mais tarde de sexta-feira e sábado.